# Pasul Cavnic
Pasul Cavnic (găsit și sub numele de Pasul Rotunda) este o trecătoare în Carpații Orientali situată în Munții Lăpușului, la altitudinea de 1080 m, care face legătura între valea Cavnicului și Depresiunea Lăpușului, respectiv între orașele Cavnic și Târgu Lăpuș.

## Date geografice
Se află localizată între vârfurile Roții (1216 mm) – aflat la nord-est și Bolchiș (1266 m) – aflat la sud-vest. Ascensiunea se face dinspre nord-vest pe valea râului Cavnic și dinspre sud-est pe valea râului Strâmbu-Băiuț.
Este traversat de DJ109F.
În apropiere se află trecătorile Neteda (Rotunda) la nord, Gutâi la nord-vest și Botiza la est.

## Oportunități turistice de vecinătate
- Ruinele de la Logolda[2] – ruine ale unei topitorii pentru aur, deschise în 1862 de către o societate engleză
- Cascada Izvor[2] (Piciorul Calului) –  situată în zona minei și topitoriei de aur Logolda, pe cursul unui pârâu care izvorăște dintr-o fostă galerie minieră
- Tăul Negru[2]